# Bouyon (Fluss)
Der Bouyon ist ein kleiner Fluss in Frankreich, der im Département Alpes-Maritimes in der Region Provence-Alpes-Côte d’Azur verläuft. Er entspringt an der Nordflanke der Bergkette Montagne de Cheiron, im Gemeindegebiet von Coursegoules, entwässert generell Richtung Ostnordost durch den Regionalen Naturpark Préalpes d’Azur und mündet nach rund 15 Kilometern an der Gemeindegrenze von Bouyon und Le Broc als rechter Nebenfluss in den Estéron.
Der Bouyon ändert in seinem Verlauf mehrfach den Namen:
- Vallon de la Faye
- Vallon de l’Abreuvoir
- Vallon de la Gravière

und nimmt erst im Unterlauf seinen definitiven Namen an.

## Orte am Fluss
(Reihenfolge in Fließrichtung)
- Bézaudun-les-Alpes
- Bouyon
- Fougassière, Gemeinde Le Broc